# Ruplizumab
Ruplizumab (tên thương mại Antova) là một kháng thể đơn dòng được nhân hóa dành cho điều trị các bệnh thấp khớp như lupus ban đỏ hệ thống và viêm thận lupus. Một nghiên cứu cho thấy loại thuốc này có liên quan đến huyết khối đe dọa tính mạng, trong khi một nghiên cứu khác chỉ tìm thấy giảm tiểu cầu.